# Marek Pernal
Marek Pernal (ur. 24 kwietnia 1956 w Częstochowie) – polski dyplomata, ambasador RP w Czechach (1995–2000) oraz Argentynie (2015–2018), Konsul Generalny w Barcelonie (2006–2010) w latach 80. współpracownik pisma Obóz.

## Życiorys
W 1974 ukończył II Liceum Ogólnokształcące im. Romualda Traugutta w Częstochowie, w latach 1974–1976 studiował astronomię, a od 1975 historię na Uniwersytecie Warszawskim. Pracę magisterską z historii napisaną pod kierunkiem Jana Kieniewicza obronił w 1980. Po studiach pracował w Archiwum Akt Nowych, a następnie w Biurze Prasowym Konferencji Episkopatu Polski, równocześnie przygotowywał pracę doktorską poświęconą Batalionowi „Zośka”, której ostatecznie nie ukończył. Współpracował z pismem Obóz, w którym zajmował się problematyką czechosłowacką.
W 1989 został pracownikiem administracji rządowej, był m.in. dyrektorem Biura ds. Wyznań Urzędu Rady Ministrów (uczestniczył w pracach nad zapisami Konkordatu między Stolicą Apostolską i Rzecząpospolitą Polską), następnie dyrektorem generalnym URM. W 1995 przeszedł do służby dyplomatycznej. W latach 1995–2001 był ambasadorem RP w Pradze. W 2001 otrzymał tytuł ambasadora ad personam. W latach 2002–2005 pracownik Departamentu Polityki Kulturalno-Naukowej, a następnie w Departamentu Promocji Ministerstwa Spraw Zagranicznych, a w 2005 zastępca dyrektora Sekretariatu Ministra. W latach 2006–2010 był konsulem generalnym w Barcelonie. Po powrocie do Polski pracownik Wydziału Wiedzy Historycznej w Biurze Archiwum i Zarządzania Informacją MSZ. W 2015 mianowany ambasadorem RP w Argentynie, z akredytacją także w Paragwaju i Urugwaju. Funkcję pełnił do 30 czerwca 2018.
Wykładał w Studium Europy Wschodniej Uniwersytetu Warszawskiego.
Włada biegle: hiszpańskim, angielskim i czeskim, a w stopniu komunikatywnym francuskim i niemieckim. Żonaty z Ewą Pernal, ojciec dwójki dzieci.

## Wybrane publikacje
- Kalendarium Solidarności. 1980–1989 – z Janem Skórzyńskim, Warszawa: Omnipress: Versus, 1990, II wyd. 2005, OCLC 834080979.
- Barcelona. Spacerownik historyczny. Miasto, ludzie, książka, film, Warszawa: Agora, 2011, ISBN 978-83-268-0645-2.
- Praga. Miasto magiczne. Spacerownik historyczny, Warszawa: Agora, 2013, ISBN 978-83-268-1256-9.
- Dyplomacja polska w okresie II wojny światowej, Warszawa: Wydawnictwo Sejmowe, 2013, II wyd. 2020, ISBN 978-83-7666-285-5.